# Detroit Metropolitan Wayne County Airport

i7
i11
i13
Der Detroit Metropolitan Wayne County Airport (auch Detroit Metro Airport oder Metro Airport, IATA-Code: DTW, ICAO-Code: KDTW) ist der internationale Flughafen der Stadt Detroit im US-Bundesstaat Michigan, USA. Er liegt auf dem Gebiet der Stadt Romulus und ist einer der größten Flughäfen in den USA. Der Flughafen hat sechs Start- und Landebahnen sowie zwei Terminals und ist ein Hub von Delta Air Lines (ehemals Northwest Airlines).

## Verkehrsanbindung
Der Flughafen liegt direkt an der Interstate 94 und der Interstate 275, hat aber keine direkte Eisenbahnanbindung. Am Flughafen findet man dagegen viele Autovermietungen. Der Suburban Mobility Authority for Regional Transportation (SMART-Bus) verbindet den Flughafen mit Detroit und der Umgebung.

## Geschichte
Der erste Spatenstich für den Wayne County Airport erfolgte im April 1929. Der Flughafen wurde im September 1929 für die Öffentlichkeit geöffnet, der erste Flug fand jedoch erst am 22. Februar 1930 statt. Die Einweihung erfolgte erst am 4. September 1930.
Im Zweiten Weltkrieg wurde der Flughafen von der US Army benutzt, man stieß jedoch an die Grenzen der Kapazität. Deshalb wurden neue Hangars und Landebahnen gebaut. Außerdem wurde der Flughafen in Romulus Army Air Field umbenannt. Während des Krieges wurden zahlreiche Angehörige des Women-Airforce-Service-Pilots-Geschwaders auf dem Romulus Army Air Field stationiert. 1944 kündigte die US Army an, den Flughafen verlassen zu wollen.
1947 wurde der Wayne County Airport in Detroit-Wayne Major Airport umbenannt und auf vier Quadratmeilen erweitert. 1956 kündigte die Civil Aeronautics Administration, ein Vorgänger der Federal Aviation Administration, an, den Flughafen mit einem Langstreckenradar auszustatten, um ihn auf das beginnende Jet-Zeitalter vorzubereiten. 1958 erfolgte die Umbenennung des Flughafens in Detroit Metropolitan Wayne County Airport. Außerdem wurde das Terminal 1 eröffnet. 1966 erfolgte die Eröffnung des Terminal 2, welches auch als North Terminal bezeichnet wurde. Im Juni 1966 zogen die letzten Fluggesellschaften  vom Willow Run Airport zum  Detroit Metropolitan Wayne County Airport um, sodass dieser von insgesamt 13 Fluggesellschaften genutzt wurde. Im nächsten Jahr wurde das Terminal 1 in L.C. Smith Terminal umbenannt. 1974 wurde das Michael Berry International Terminal errichtet. 1975 erfolgte die Umbenennung des Terminal 2 in J.M. Davey Terminal.
1986 entstand durch den Zusammenschluss von Northwest Orient Airlines und Republic Airlines die Fluggesellschaft Northwest Airlines, welche den  Detroit Metropolitan Wayne County Airport fortan als Drehkreuz nutzte. 1992 nahm die Federal Aviation Administration einen neuen Kontrollturm in Betrieb, dieser kostete 15 Millionen US-Dollar und war mit einer Höhe von 76 Metern der höchste Kontrollturm in der Region. 1996 kündigten das Wayne County und Northwest Airlines an, ein neues Terminal errichten zu wollen. 1997 wurde ein Naturschutzgebiet in Sumpter Township als Ersatz für Feuchtgebiete, die bei der Erweiterung des Flughafens zerstört wurden, eröffnet. Im Jahr 2001 wurde die neue Start- und Landebahn 04L/22R eröffnet. Am 25. Februar 2002 wurde ein neues Terminal eröffnet und nach Edward H. McNamara benannt. Im gleichen Jahr wurde die Wayne County Airport Authority gegründet, um mehrere Flughäfen im Wayne County zu betreiben. 2005 wurde das J.M. Davey Terminal abgerissen, um Platz für ein neues North Terminal zu schaffen. Dieses wurde am 17. September 2008 eröffnet, im gleichen Jahr wurden das L.C. Smith Terminal und das Michael Berry Terminal geschlossen.
2008 kam es zum Zusammenschluss von Northwest Airlines und Delta Air Lines, sodass der Detroit Metropolitan Wayne County Airport seither Delta Air Lines als Drehkreuz dient. Im Jahr 2012 wurden neue Schallschutzwände errichtet, um den Lärm bei Triebwerkstests nach Wartungen zu reduzieren. 2017 zog die Wayne County Airport Authority vom früheren L.C. Smith Terminal in das neue Michael Berry Administration Building neben dem North Terminal um.

## Flughafenanlagen

Flughafendiagramm

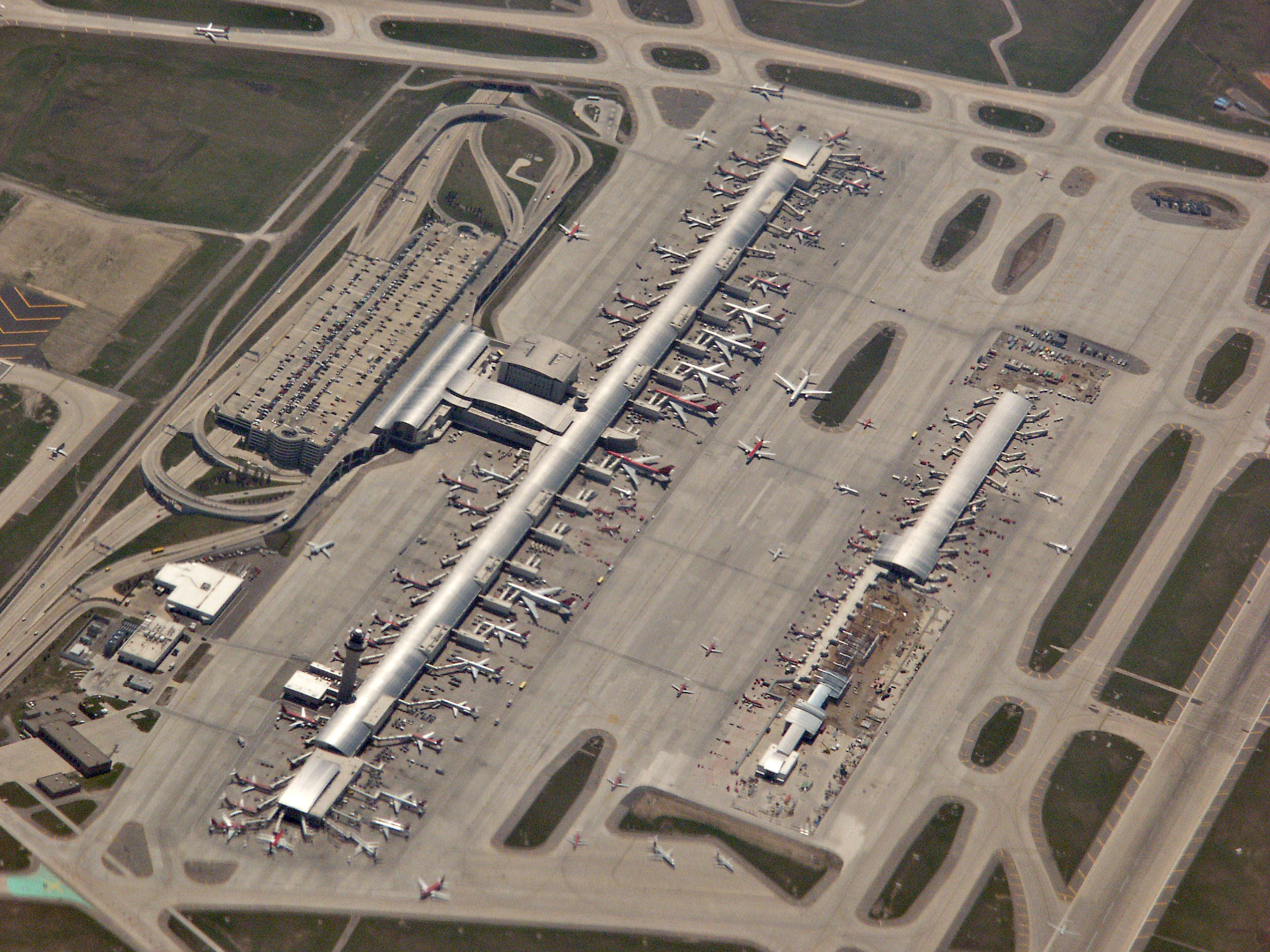
Außenansicht des Edward H. McNamara Terminals

### Start- und Landebahnen
Der Detroit Metropolitan Wayne County Airport verfügt über insgesamt sechs Start- und Landebahnen, von diesen verlaufen vier in einer Nordost-Südwest-Ausrichtung parallel zueinander, die restlichen zwei verlaufen in einer parallel Ost-West-Ausrichtung.
| Bezeichnung | Maße in Metern | Belag | Ausrichtung     | Inbetriebnahme | ILS-CAT |
| ----------- | -------------- | ----- | --------------- | -------------- | ------- |
| 03R/21L     | 3048 × 46      | Beton | Nordost-Südwest | 1976           | IIIB/II |
| 03L/21R     | 2591 × 46      | Beton | Nordost-Südwest | 1949           | -/-     |
| 04R/22L     | 3659 × 61      | Beton | Nordost-Südwest | 1950           | IIIB/II |
| 04L/22R     | 3048 × 46      | Beton | Nordost-Südwest | 2001           | IIIB/II |
| 09R/27L     | 2591 × 46      | Beton | Ost-West        | 1993           | -/II    |
| 09L/27R     | 2654 × 46      | Beton | Ost-West        | 1949           | -/I     |

### Terminals
Der Detroit Metropolitan Wayne County Airport verfügt über zwei Passagierterminals, deren Vorfelder durch die Start- und Landebahn 09L/27R voneinander getrennt werden. Das Edward H. McNamara Terminal liegt im Süden des Flughafens, während das Warren Cleage Evans Terminal im Norden liegt. Zwischen den Terminals verkehren Shuttlebusse.

#### Edward H. McNamara Terminal

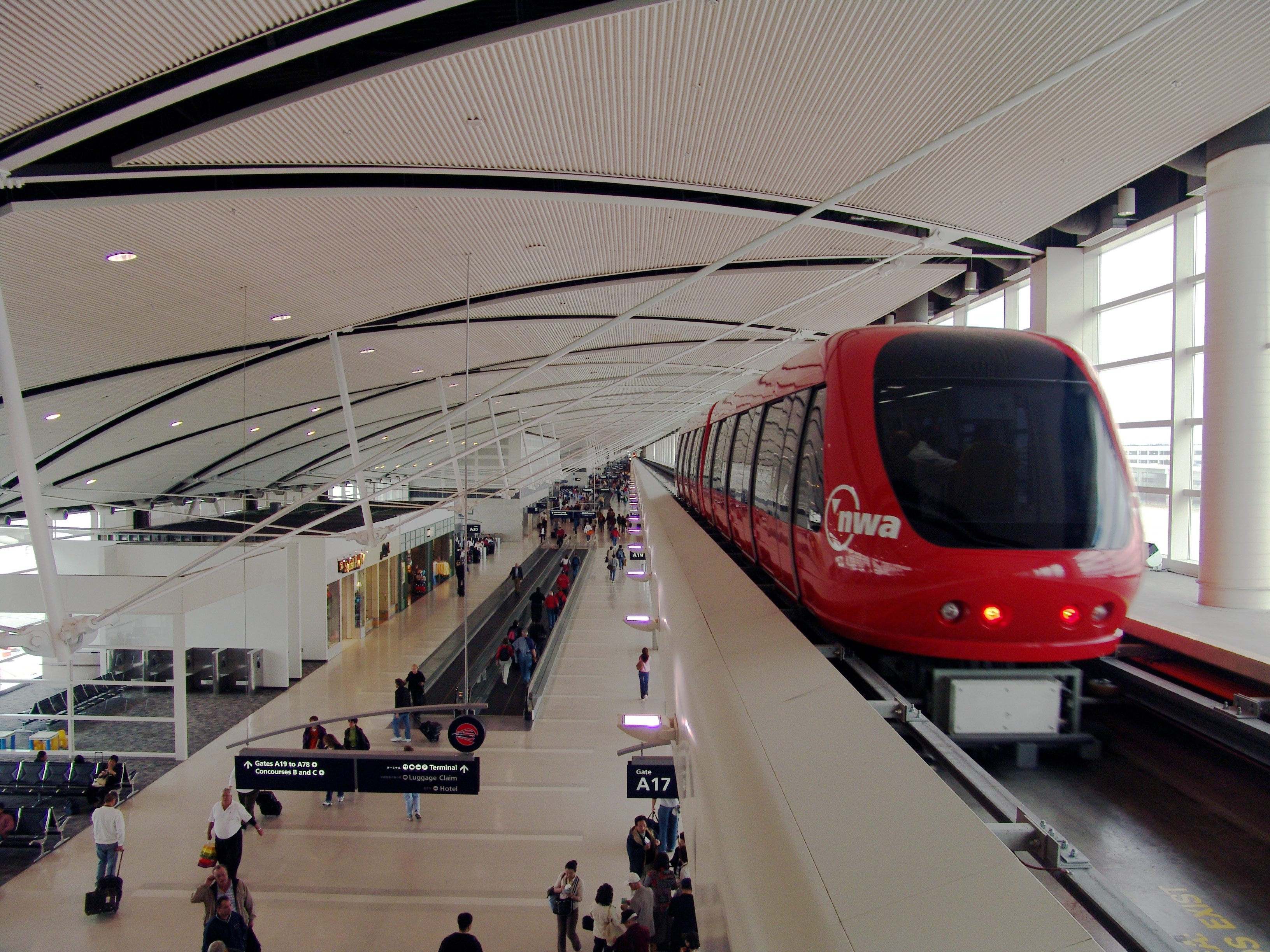
Innenansicht des Edward H. McNamara Terminals

Das McNamara Terminal ist das größere der beiden Passagierterminals. Es besteht aus drei Concourses, die die Bezeichnungen Concourse A, B und C tragen. Alle 102 Flugsteige sind mit Fluggastbrücken ausgestattet, ein Großteil der Flugsteige wird dabei von Delta Air Lines benutzt. Zusätzlich wird das Terminal von den Fluggesellschaften Aeroméxico und Air France genutzt, welche ebenfalls Mitglieder der Luftfahrtallianz SkyTeam sind.

#### Warren Cleage Evans Terminal bzw. neues North Terminal
An der Stelle des Davey Terminals entstand nach dem Abriss ein neues North Terminal, das am 17. September 2008 eröffnet wurde. Im Zuge der Eröffnung wurden das Berry Terminal und das Smith Terminal geschlossen. Am 4. April 2022 wurde das North Terminal nach dem Lokalpolitiker Warren Cleage Evans benannt. Es besteht ausschließlich aus dem Concourse D, dessen 29 Flugsteige sind alle mit Fluggastbrücken ausgestattet. Das Evans Terminal wird von Fluggesellschaften genutzt, die nicht dem SkyTeam angehören. Dies sind Air Canada, Alaska Airlines, American Airlines, Frontier Airlines, jetBlue Airways, Lufthansa, Royal Jordanian, Southwest Airlines, Spirit Airlines und United Airlines. Daneben werden auch Charterflüge für die Reiseveranstalter Apple Vacations und Vacation Express im Evans Terminal abgefertigt.

### Ehemalige Terminals

#### James M. Davey Terminal bzw. altes North Terminal
Das 1966 gebaute Davey Terminal hieß zunächst North Terminal und wurde 1975 nach dem ehemaligen Flughafenmanager benannt. Es diente bis zur Fertigstellung des McNamara Terminals hauptsächlich zur Abfertigung von Passagieren von Northwest Airlines. Nachdem das McNamara Terminal fertiggestellt war, wurde das Davey Terminal im Jahr 2005 abgerissen. An seiner Stelle entstand ein neues North Terminal.

#### L. C. Smith Terminal
Das Smith Terminal wurde 1957 gebaut und war bis zu seiner Schließung im Jahr 2008 das älteste Terminal des Flughafens. Es bediente US-Fluggesellschaften an 32 Flugsteigen. Nach der Schließung als Terminal wurde das Gebäude bis 2017 von der Wayne County Airport Authority als Verwaltungsgebäude genutzt.

#### Michael Berry Terminal
Das Terminal war ab 1974 das internationale Terminal, bis das McNamara-Terminal 2002 eröffnet wurde. Es wurde 2008 geschlossen.

### Frachtterminals
Die Frachtfluggesellschaften DHL, FedEx und UPS Airlines betreiben Frachtterminals am Detroit Metropolitan Wayne County Airport. Zusätzlich verfügen auch die Fluggesellschaften Delta Air Lines und Southwest Airlines über Frachtterminals.

### Sonstige Einrichtungen
Delta Air Lines unterhält auf dem Gelände des Detroit Metropolitan Wayne County Airport drei Hangars zur Flugzeugwartung. Die Tochtergesellschaft Endeavor Air, welche ihre Flüge ausschließlich unter der Marke Delta Connection durchführt, verfügt ebenfalls über einen Wartungshangar am Flughafen. Die Billigfluggesellschaft Spirit Airlines hat 2017 einen Wartungshangar am Detroit Metropolitan Wayne County Airport eröffnet.
Die Federal Aviation Administration betreibt einen Kontrollturm mit einer Höhe von 76 Metern. Er liegt am nördlichen Ende des McNamara Terminal und wurde im Jahr 2002 errichtet.

## Fluggesellschaften und Ziele
Der Detroit Metropolitan Wayne County Airport ist ein Drehkreuz der Delta Air Lines, bis zur Fusion mit Delta Air Lines im Jahr 2010 war er ein Drehkreuz der Northwest Airlines. Der Flughafen wird von insgesamt 13 Passagierfluggesellschaften regelmäßig angeflogen. Im Jahr 2022 war Delta Air Lines einschließlich Delta Connection mit einem Marktanteil von 73,73 Prozent bei den abfliegenden Passagieren die mit Abstand größte Fluggesellschaft am Detroit Metropolitan Wayne County Airport, gefolgt von Spirit Airlines mit 9,82 Prozent, American Airlines einschließlich American Eagle mit 5,78 Prozent, Southwest Airlines mit 3,26 Prozent und United Airlines einschließlich United Express mit 3,17 Prozent.
Vom Detroit Metropolitan Wayne County Airport werden Nonstopflüge zu mehr als 140 Zielen angeboten. Im deutschsprachigen Raum werden Frankfurt von Delta Air Lines und der Lufthansa und München von Delta Air Lines angeflogen.

## Verkehrszahlen
| Jahr | Fluggastaufkommen | Fluggastaufkommen | Fluggastaufkommen | Luftfracht (Tonnen) (mit Luftpost) | Flugbewegungen |
| Jahr | National          | International     | Gesamt            | Luftfracht (Tonnen) (mit Luftpost) | Flugbewegungen |
| ---- | ----------------- | ----------------- | ----------------- | ---------------------------------- | -------------- |
| 2022 | 26.159.180        | 2.001.392         | 28.160.572        | 185.661                            | 284.606        |
| 2021 | 22.773.063        | 837.700           | 23.610.763        | 177.342                            | 286.909        |
| 2020 | 13.347.464        | 757.543           | 14.105.007        | 171.200                            | 238.574        |
| 2019 | 33.408.997        | 3.360.282         | 36.769.279        | 213.531                            | 396.909        |
| 2018 | 31.879.499        | 3.357.177         | 35.236.676        | 230.438                            | 393.681        |
| 2017 | 31.643.971        | 3.057.526         | 34.701.497        | 216.220                            | 395.357        |
| 2016 | 31.478.732        | 2.922.522         | 34.401.254        | 205.595                            | 393.427        |
| 2015 | 30.572.043        | 2.868.069         | 33.440.112        | 193.484                            | 379.376        |
| 2014 | 29.587.280        | 2.926.275         | 32.513.555        | 202.066                            | 392.635        |
| 2013 | 29.493.972        | 2.895.572         | 32.389.544        | 216.570                            | 425.732        |
| 2012 | 29.426.451        | 2.816.022         | 32.242.473        | 219.019                            | 427.814        |
| 2011 | 29.772.732        | 2.633.427         | 32.406.159        | 206.461                            | 443.028        |
| 2010 | 29.783.987        | 2.593.077         | 32.377.064        | 193.377                            | 452.616        |
| 2009 | 29.002.885        | 2.354.503         | 31.357.388        | 161.914                            | 432.589        |
| 2008 | 31.948.579        | 3.187.249         | 35.135.828        | 210.890                            | 462.520        |
| 2007 | 32.795.922        | 3.217.556         | 36.013.478        | 233.075                            | 467.442        |
| 2006 | -                 | -                 | 35.972.673        | -                                  | 482.147        |
| 2005 | -                 | -                 | 36.383.514        | -                                  | 522.964        |
| 2004 | -                 | -                 | 35.229.705        | -                                  | 522.641        |
| 2003 | -                 | -                 | 32.738.900        | -                                  | 493.416        |
| 2002 | -                 | -                 | 32.477.694        | -                                  | 497.564        |
| 2001 | -                 | -                 | 32.631.463        | -                                  | 523.039        |
| 2000 | -                 | -                 | 35.535.080        | -                                  | 554.580        |
| 1999 | -                 | -                 | 33.967.819        | -                                  | 559.548        |
| 1998 | -                 | -                 | 30.803.158        | -                                  | 538.153        |
| 1997 | -                 | -                 | 30.732.871        | -                                  | 541.216        |
| 1996 | -                 | -                 | 27.408.666        | -                                  | 538.554        |

1. ↑  Passagiere, bei denen die Einreisekontrolle bereits in Kanada vorgenommen wurde, zählen als Inlandspassagiere.

### Verkehrsreichste Strecken
| Rang | Stadt                        | Passagiere | Fluggesellschaft                             |
| ---- | ---------------------------- | ---------- | -------------------------------------------- |
| 01   | Atlanta, Georgia             | 710.030    | Delta, Frontier, Spirit                      |
| 02   | Orlando, Florida             | 592.680    | Delta, Frontier, Southwest, Spirit           |
| 03   | Las Vegas, Nevada            | 508.510    | Delta, Frontier, Southwest, Spirit           |
| 04   | Los Angeles, Kalifornien     | 438.960    | Delta, Spirit                                |
| 05   | Dallas/Fort Worth, Texas     | 398.520    | American, Delta, Spirit                      |
| 06   | New York-LaGuardia, New York | 398.330    | American Eagle, Delta, Spirit                |
| 07   | Fort Lauderdale, Florida     | 397.680    | Delta, Spirit                                |
| 08   | Denver, Colorado             | 396.810    | Delta, Frontier, Southwest, United           |
| 09   | Chicago–O’Hare, Illinois     | 345.960    | American Eagle, Delta, United/United Express |
| 10   | Tampa, Florida               | 340.660    | Delta, Frontier, Southwest, Spirit           |

## Zwischenfälle
- Am 25. August 1945 stürzte eine Budd RB-1 Conestoga der US-amerikanischen National Skyways Freight (Luftfahrzeugkennzeichen NC45357) auf einem Frachtflug am Flugplatz Detroit Romulus Army Air Field in einen Friedhof. Das Flugzeug wurde zerstört. Über Personenschäden ist nichts bekannt, es gab jedoch keine Todesfälle.[19]

- Am 20. November 1964 schlug eine voll beladene Curtiss C-46F-1-CU Commando der US-amerikanischen Zantop Air Transport (N3971B) etwa 620 Meter hinter dem Startbahnende am Flughafen Detroit-Wayne Major wieder auf dem Boden auf. Vor dem Start waren etwa 6 Zentimeter Schnee von den Tragflächen abgekehrt und die darunter liegende Schicht aus grob verkrusteten Eis dann flüssig enteist worden. Dennoch kam es zu einem ungewöhnlich langen Startlauf und nach dem Abheben zu Vibrationen und Höhenverlust. Nach dem Aufschlag kam die Maschine auf der Nase stehend zum Stillstand. Offenbar waren noch etwa 3 Millimeter Eis auf den Tragflächen vorhanden. Das Flugzeug wurde irreparabel beschädigt. Beide Piloten, die einzigen Insassen auf dem Frachtflug, überlebten den Unfall.[20]

- Am 30. Dezember 1964 geriet eine Curtiss C-46A-45-CU Commando der US-amerikanischen Zantop Air Transport (N608Z) im Anflug auf den Flughafen Detroit Wayne County bei leichtem Nieselregen außer Kontrolle und stürzte 3,5 Kilometer südwestlich des Flugplatzes ab. Alle 4 Besatzungsmitglieder, die einzigen Insassen auf dem Frachtflug, kamen ums Leben.[21]

- Am 11. Dezember 1967 überrollte eine Vickers Viscount 745D der US-amerikanischen United Airlines (N7429) bei der Landung auf dem Flughafen Detroit Metropolitan das Landebahnende und rutschte einen sechs Meter tiefen Abhang hinunter. Das Flugzeug wurde irreparabel beschädigt. Alle 18 Insassen überlebten den Unfall.[22]

- Am 11. Januar 1983 übersah die Besatzung einer Douglas DC-8-54F der United Airlines (N8053U), die einen Frachtflug von Detroit nach Los Angeles durchführen sollte, beim Abarbeiten der Checkliste, dass sich die Höhenflosse noch in der Landestellung befand. Nach dem Abheben rollte die Maschine nach rechts und stürzte infolge eines Strömungsabrisses auf einen Acker. Alle drei Besatzungsmitglieder kamen ums Leben (siehe auch United-Airlines-Flug 2885).[23]

- Am 16. August 1987 verunglückte  eine McDonnell Douglas MD-82 der Northwest Airlines beim Start. Von den 155 Insassen kamen 154 ums Leben, außerdem wurden 2 Menschen am Boden getötet (siehe auch Northwest-Airlines-Flug 255).[24]

- Am 3. Dezember 1990 kollidierten zwei Verkehrsmaschinen der Northwest Airlines, eine Douglas DC-9-14 auf dem Weg nach Pittsburgh (N3313L) und eine Boeing 727-251 auf dem Weg nach Memphis (N278US), in Detroit, Michigan, USA im Nebel am Boden. Die Piloten der DC-9 waren versehentlich auf die Startbahn gerollt. Bei dem Zusammenprall mit über 150 km/h wurde bei jeder Maschine eine Tragfläche abgerissen und bei der DC-9 brach Feuer aus. An Bord der DC-9 starben 8 Menschen, insgesamt 190 Menschen überlebten (siehe auch Flugzeugkollision auf dem Detroit Metropolitan Wayne County Airport 1990).